# Генрі Рот
Генрі Рот (англ. Henry Roth, 8 лютого 1906, Тисмениця — 13 жовтня 1995 року, Альбукерке) — американський письменник-романіст й автор оповідань, єврейського походження.

## Біографія
Гершель Рот народився у Тисмениці біля Станіславова на Галичині, тоді Австро-Угорщина (тепер Тисмениця, поблизу Івано-Франківська, Україна). Дід Рота був управлінцем найбільшої в краї гуральні і задля примноження статків, уклав шлюб свого сина Хаїма з молодицею з іншого багато єврейського роду. Тікаючи від тиску батька та пересудів щодо його дружини, у 1906 році, приблизно тоді, коли народився його син, Хаїм вирушав до США. Приблизно в 1908 році (дата виведена за пізнішими спогадами Генрі Рота), з дворічною дитиною, зійшла на острові Елліс і мати Гершеля, й сім'я почала своє життя в Нью-Йорку. Недовгий час вони жили у Брукліні, а потім перебралися на Нижній Іст-Сайд, у нетрі, де згодом відбуватиметься дія першого роману Рота. У 1914 році сім'я переїхала в Гарлем.
У Гарлемі Генрі Рот жив до 1927 року, коли, на останньому році навчання у Сіті Коледжі, почав жити разом з Едою Лу Волтон, поетки і викладачки Нью-Йоркського університету, яка жила на Мортон-стріт у Гринвіч-Віллидж. За підтримки Волтон, він почав писати роман «Call It Sleep» приблизно в 1930 році і завершив навесні 1934 року; роман вийшов у грудні 1934 року й отримав змішані відгуки. У 1960-х роках «Call It Sleep» зазнав критичної переоцінки після перевидання в 1964 році. Було продано 1000000 копій і роман багато тижнів тримався у списку бестселерів Нью-Йорк Таймс — його називали недооціненим шедевром доби Великої депресії і класикою романів про імміграцію. Сьогодні він вважається шедевром єврейської американської літератури.
Після публікації книги, Рот почав другий роман, на який було укладено контракт з редактором Максвеллом Перкінсом, з видавництва Charles Scribner's Sons. Однак посилювалися ідеологічне розчарування Рота й особисті негаразди, від чого він перестав писати. Лише у 1979 році, Рот почав перші чернетки роману «Mercy of a Rude Stream» (хоча до цієї пізньої роботи включений і матеріал, написаний набагато раніше). У 1938 році, під час непродуктивного перебування в поселенні художників Яддо в Саратога-Спрінгс, Нью-Йорк, Рот познайомився з піаністкою і композиторкою Мюріель Паркер; значною мірою цей період зображений в останньому творі Рота «An American Type». Рот розірвав свої відносини з Волтон, виїхав з її квартири й одружився з Паркер в 1939 році, попри несхвалення її сім'ї. З початком Другої світової війни Рот працював на виробництві інструментів і вимірювальних приладів. Пара переїхала спочатку в Бостон зі своїми двома малими синами, Джеремі і Г'ю, а потім в 1946 році в Мен. Там Рот працював лісорубом, шкільним учителем, співробітником у державній психіатричній лікарні, розводив водоплавних птахів і давав уроки латини і математики.
Рот спочатку не зрадів успіху передруку 1964 року Call It Sleep, вважаючи свою приватність ціннішою. Проте поволі до нього повернулося натхнення писати. У 1968 році, коли Мюріель пішла на пенсії з роботи у школі, пара переїхала в будинок-трейлер в Альбукерке, штат Нью-Мексико. Неподалік від цього місця Рот перебував у письменницькій резиденції на ранчо Девіда Герберта Лоуренса на окраїні Таоса. Мюріель знову почала писати музику, а Рот співпрацював зі своїм другом, італійським перекладачем Маріо Матерасі, над збіркою нарисів під назвою «Shifting Landscape», яку Єврейське видавниче товариство видало у 1987 році. Після смерті Мюріель в 1990 році Рот переїхав до старої будівлі колишнього похоронного залу і зайнявся переглядом фінальних частин своєї монументальної роботи «Mercy of a Rude Stream». Висувалися припущення, що інцестуальні стосунки між головними героями у творі базуються на власному житті Рота. Рідна сестра Рота заперечила це.
Рот не зміг заробити відомість, яку, на думку деяких людей, він заслуговує, можливо, через те, що йому не вдавалося написати наступний після «Call It Sleep» роман упродовж шістдесяти років. Серед причин, через які він покинув писати, Рот називав особисті проблеми, такі як депресія, і політичні конфлікти, зокрема його розчарування комунізмом. В інших випадках він посилався на свій ранній відхід від юдаїзму та нав'язливі сексуальні турботи. Рот помер у Альбукерке, Нью-Мексико, у 1995 році.
На особі Генрі Ротта, а також Бернарда Маламуда і додаванні вигаданих елементів, базується персонаж Лонофф у романах Філіпа Рота «The Ghost Writer» та «Exit Ghost».

## Творчість

### Call It Sleep
В опублікованому в 1934 році романі «Call It Sleep» йдеться про бурхливі переживання хлопчика, Давида Шерла, що виростає в єврейських нетрях Нью-Йорка в Нижньому Іст-Сайді на початку XX століття.

### Mercy of a Rude Stream
«Mercy of a Rude Stream» — це монументальний епос, виданий у чотирьох томах. Події в сюжеті розгортаються навколо головного героя Іри Стігмана, від приїзду його сім'ї в єврейсько-ірландський Гарлем у 1914 році до ночі перед Днем подяки в 1927 році, коли Іра вирішує залишити сімейне житло і переїхати жити до Ідіт Веллс. На думку критика Девіда Мегегана, цей роман Рота є «віхою американського літературного століття».
Перший том, «A Star Shines over Mt. Morris Park», надруковано в 1994 році видавництвом St. Martin's Press, а другий том, під назвою «A Diving Rock on the Hudson», в 1995 році. Наступні два томи, «From Bondage» (1996 рік, тверда палітурка) і «Requiem for Harlem» (1998) вийшли після смерті Рота. Незадовго до своєї смерті Рот переглянув і третій, і четвертий томи в 1994 і 1995 роках з допомогою своєї помічниці Фелісії Стіл.
Перед смертю Рот неодноразово вказував, що «Mercy of a Rude Stream» складається з шести томів. Рот насправді написав шість окремих книг. Він назвав перші чотири «першою серією», а останні дві — «другою серією». Редактор Рота у видавництві St. Martin's Press, Роберт Вейл, разом з Фелісією Стіл, Ларрі Фоксом і агентом Рота, Рослін Тарг, вирішили, що епос найкраще подавати в чотирьох томах, оскільки чотири книги «першої серії» стилістично і тематично пов'язані між собою, а інші дві книги — вже ні.
Пояснюючи різницю між «Mercy of a Rude Stream» та «Call It Sleep», критик Маріо Мантасі, давній друг Рота, стверджує, що «„Call It Sleep“ можна розгляди як інструмент, яким, незабаром після розриву зі своєю сім'єю і її традиціями, молодий Рот зібрав деякі фрагменти свого дитинства, щоб скріпити руїни того, за його відчуттями, вже було роз'єднаним „я“. Через сорок п'ять років Рот приступив до ще однієї спроби внести певний ретроспективний порядок у плутанину свого життя: „Mercy of a Rude Stream“, який він часто називав „континуумом“, можна вважати останнім, монументальним зусиллям літнього автора примиритися з постійними розривами і непослідовністю, що ознаменували його життя».

### An American Type
Останній роман Рота, «An American Type», походить з «другої серії», яку Рот написав наприкінці 1980-х — початку 1990-х років. З допомогою своєї помічниці Рот написав 1900 друкованих сторінок, починаючи з місця, де закінчився «Mercy of a Rude Stream», і до 1990 року. Рукопис «другої серії» залишався недоторканим понад десять років, поки Вейл не надіслав його у The New Yorker, де влітку 2006 року опублікували два уривки з «другої серії» під назвами «God Novelist» і «Freight». У The New Yorker книга потрапила до рук Віллінга Девідсона, тоді молодого асистента у відділі фантастики. За пропозицією Вейла і літературного виконавця Рота, Лоренса Фокса, Девідсон відредагував «другу серію», і у формі «An American Type» роман видало видавництво W.W. Norton у 2010 році.
Роман є одночасно історією кохання і жалоби, його дія починається у 1938 році і знову знайомить нас з Ірою Стігманом з циклу «Mercy of a Rude Stream», тридцятидворічним чолов'ягою «з пейсами з нетрів», що прагне асимілюватися, але несе травму свого бідного іммігрантського минулого. Від неспокійного життя зі своєю коханкою і літературною наставницею, викладачкою англійської мови Ідіт Веллс, Іра подорожує до Яддо, де зустрічається з М (яка в «Mercy of a Rude Stream» з'являлася лише в мріях старого чоловіка), блондинкою, аристократичною піаністкою, яка захоплює його своїм «спокійним, англо-саксонським сяйвом».
Тривала романтична криза, а також конфлікт між його єврейським корінням в гетто та зручностями Мангеттена, змушують Іру залишити квартиру своєї коханки в Гринвіч-Віллідж, і вирушити з неписьменною, хамовитою комуністкою на пошуки обіцянок американського Заходу. Але почуваючись повним невдахою у Лос-Анджелесі, Іра починає епічну мандрівку додому, їдучи автостопом з далекобійниками і на поручнях потягів разом з волоцюгами через Пиловий казан. Єдине, що знає Іра, це що він повинен повернутися до М, жінки, яку він по-справжньому кохає.
Шістдесят п'ять сторінок уривків з «другої серії», у вигляді коротких заміток зі щоденника, з'явилися в 57 номері журналу Fiction у 2011 році. Більшість цих сторінок стосується переїзду Рота в Мен, через побоювання, що його зв'язки з Комуністичною партією переслідуватимуть його на роботі на заводі в Массачусетсі. Купивши невелику ферму, в оточенні сусідів-янкі, Рот ставить під сумнів свою ідентичність як єврея і намагається вигризти своє життя в сільській місцевості штату Мен, де ґрунт настільки важкий, що йому доводиться підривати його, аби прокласти водопровід досить глибоко, щоб вода не замерзала взимку. Надзвичайний холод, який переживає він і його сім'я, робота на лісоповалі, торги про антикваріат і худобу з сусідами, і світ глухої селянської Америки формують основну і малоймовірну драму цих сторінок. Наприкінці цих уривків історія також повертається до напруженого, кровозмісного буття сім'ї Ротів у часи дитинства Генрі.

### Теми
Роботи Генрі Рота обертаються навколо досвіду іммігрантів, зокрема, на американських євреїв у час Великої депресії. Його також називають літописцем міського життя Нью-Йорка.
Рот виявляє одержимість культурною розбещеністю: внутрішні зсуви окремого інтелектуала і суспільства в цілому, які займають вагоме місце в роботах найвідоміших письменників-модерністів. І дійсно, Рот часто зосереджується на людській розбещеності в безлічі її форм. Зокрема, значну частину його творчості займають огидні сексуальні дії, такі як інцест, зради і хижацька поведінка, а також загальніші обставини насильства та жорстокого поводження, часто одночасно і щодо інших, і мазохістично спрямовані всередину.
Упродовж свого життя Рот одночасно схвалював і відкидав уявлення про великодушного Бога, і ця двозначність відображена і в його творчості. Маріо Матерасі у своїй статті «Shifting Urbanscape: Roth's 'Private' New York» припускає, що Рот «ніколи не був зацікавлений в будь-якій іншій історії, окрім страждань людини, яка упродовж всього свого життя заперечувала кожне своє попереднє переконання і позицію».
Хоча роботи Рота загалом трагічні, його пізніші тексти залишають людині шанс на відкуп і милосердя. Це особливо помітно в «An American Type», де любов між Ірою та М стає засобом трансцендентності.

## Нагороди та відзнаки
Ще за життя Рот отримав два почесні докторські звання, від Університету Нью-Мексико і від Єврейського релігійного інституту. Посмертно, у 1995 році його удостоїли премії Hadassah Harold Ribalow Lifetime Achievement Award, а 29 лютого 1996, з ініціативи Музею міста Нью-Йорк та президента Мангеттенського боро Рут Мессінгер, стало «Днем Генрі Рота» у Нью-Йорку. «From Bondage» стала фіналістом Премії фантастики від Національного кола книжкових критиків у 1997 році і в тому ж році за «From Bondage» Генрі Рот отримав першу Премію імені Ісаака Башевіса Зінгера з літератури від The Forward Foundation.
У 2005 році, через десять років після смерті Рота, була опублікована його перша повна біографія «Redemption: The Life of Henry Roth» авторства літературознавця Стівена Келлмана, а наступного, 2006 року, до століття Генрі Рота, відбулися літературні читання у Нью-Йоркській публічній бібліотеці за спонсорської підтримки Сіті Коледжу, організовані Лоренсом Фоксом, літературним виконавцем Рота.